# 海倫花鮨
海倫花鮨為輻鰭魚綱鱸形目鱸亞目鮨科的其中一種，分布於東南大西洋的聖赫勒拿島海域，棲息深度163-460公尺，體長可達17.9公分，為底棲性魚類，生活習性不明。

## 擴展閱讀
維基物種上的相關：海倫花鮨